# النخيل في عمان

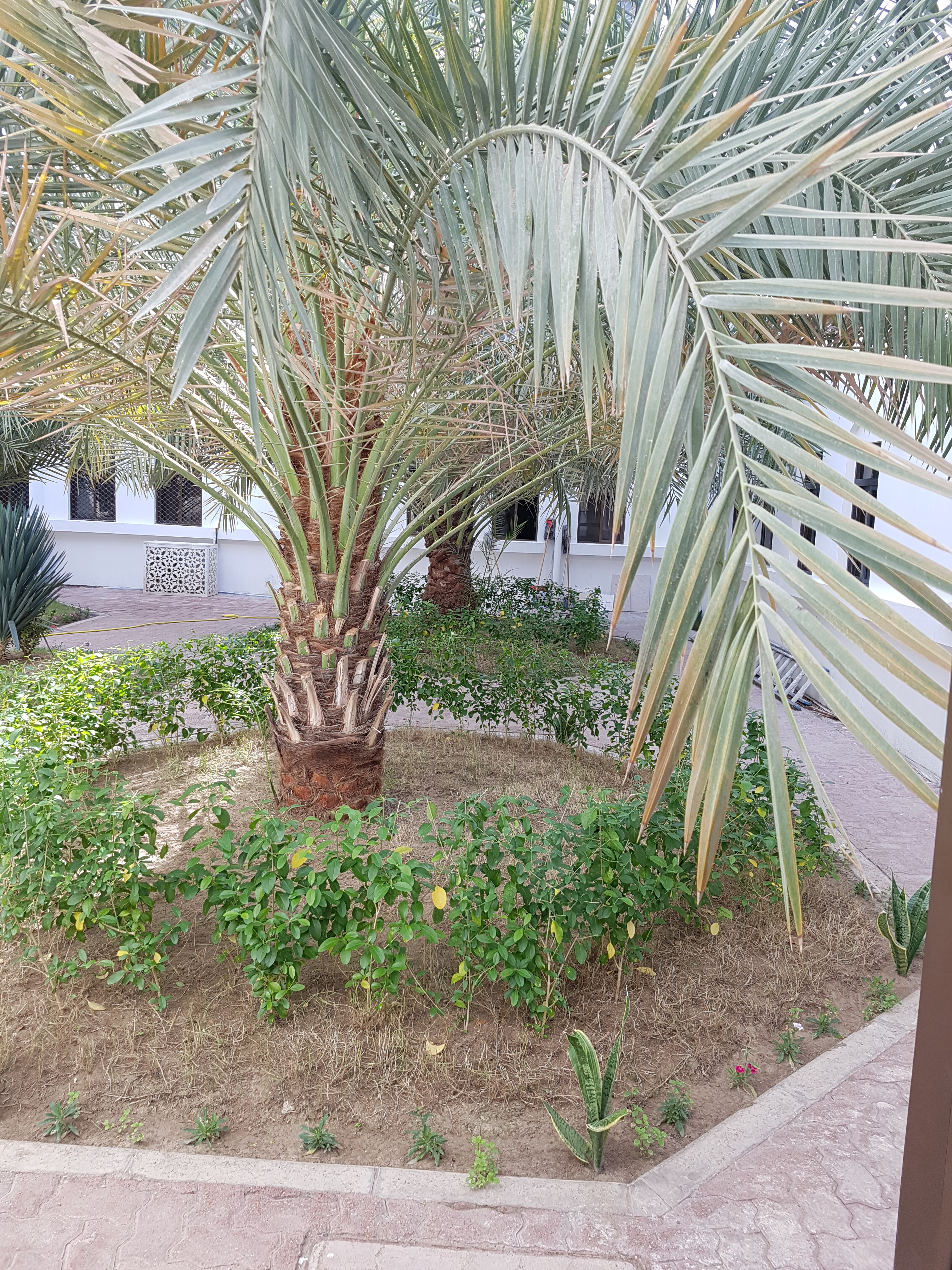
الأهتمام بالنخلة في عمان

النخيل في عمان؛ تعد شجرة النخيل الشجرة الأوسع انتشارا في سلطنة عمان،  حيث تغطي مساحات كبيرة في البلاد وتزين بها الشوارع والمنازل وذلك لمناسبتها لأجواء البلاد الحارة وتحملها العطش لفترات طويلة وعشق الإنسان العماني للنخلة حيث كانت ولا زالت الشجرة الأولى في البلاد ورمز من رموز الكرم عند الشعب العماني. وتنتج سلطنة عمان ما يقارب من 300 ألف طن من التمور سنويا وفق احصائيات رسمية وتبلغ القيمة السوقية للمنتج 50 مليون ريال عماني.
والمعروف أن التمور في عمان مصدر غذائي مهم سواء للإنسان أو الحيوان، حيث يوجد في عمان ما يقارب من 8 ملايين نخلة، تنقسم إلى مجموعتين رئيسيتين:

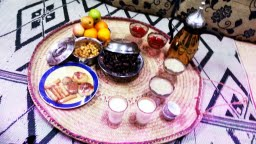
سعف النخيل والتمور متلازمان

## تمور المائدة
هي النخيل الصالحة للأستهلاك البشري، حيث يبلغ عددها حسب احصائيات وزارة الزراعة والثروة السمكية في [سلطنة عمان] حوالي 5.1 مليون نخلة تقسم على عدة أنواع مثل: الخلاص، الفرض، لولو، الصلاني، الخصاب.

## تمور التصنيع

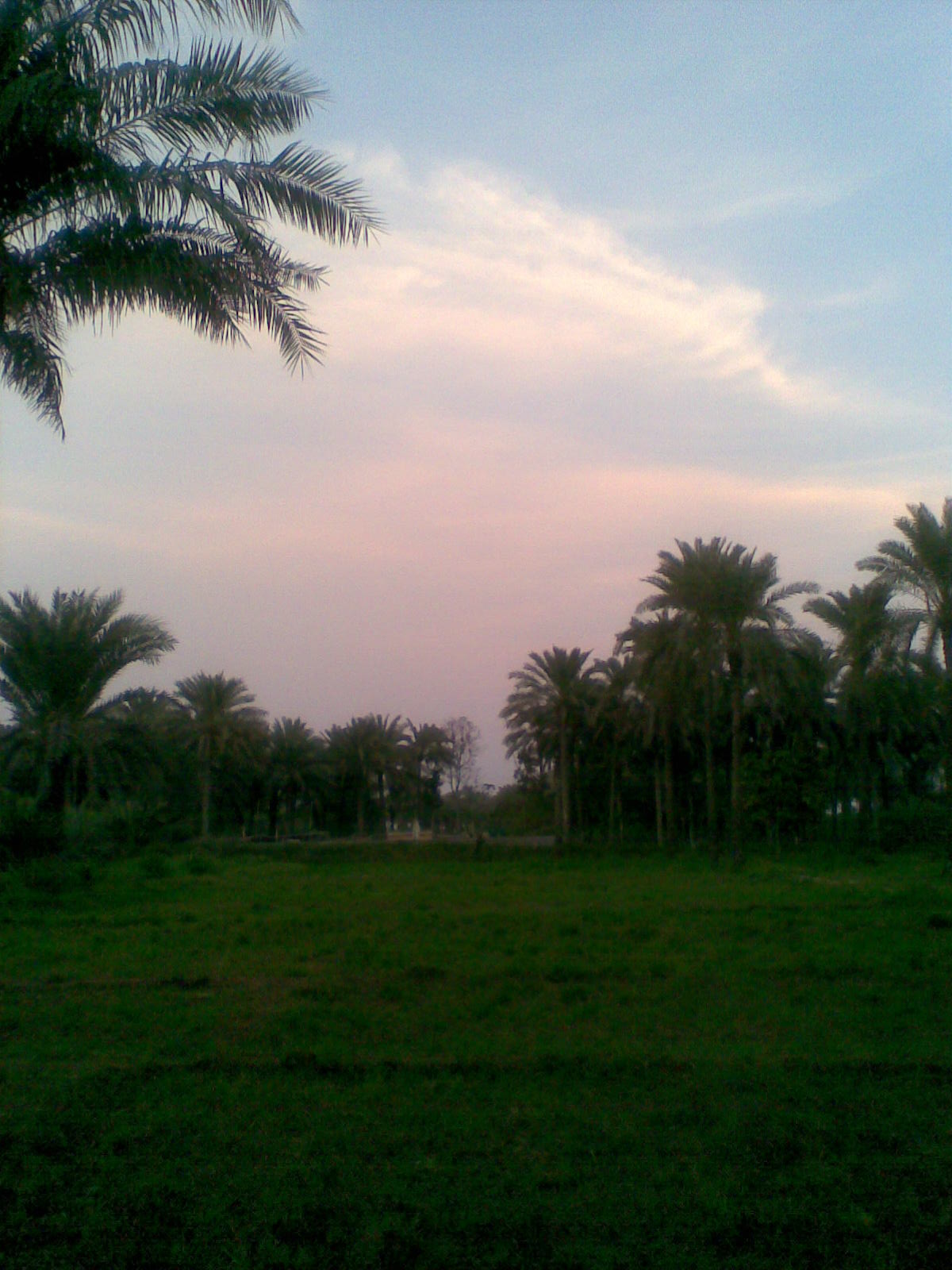
النخلة شامخة في عمان

تمور التصنيع تزرع بشكل خاص لتكون كأعلاف حيوانية، حيث تستخدم الكثير من أنواع التمور كعلف للحيوانات ويبلغ عددها تقريبا 3 ملايين نخلة.

## الأهتمام الحكومي بالنخيل
منذ أن قامت النهضة في عمان في عام 1970 بقيادة السلطان قابوس أولت الحكومة العمانية أهتماماً كبيراً بالنخيل لإدراكها الأهمية الاقتصادية والاجتماعية للنخلة في عمان. كما اعتمدت الحكومة العمانية عدة برامج لرفع كفاءة الإنتاج وتحسين نوعية النخيل في عمان منها:
1. مشروع إكثار ونشر الأصناف المميزة.
2. مشروع رفع الإنتاجية.
3. مشروع تنمية وحدات تعبئة وتغليف التمور.
4. مشروع تنمية الصناعات التحويلية.[1]

ومن الأهمية بمكان الإشارة إلى مرتبة سلطنة عمان في زراعة التمور، حيث احتلت السلطنةالمرتبة الثامنة على مستوى العالم والثانية خليجيا في إنتاج التمور، إذ يبلغ عدد أشجار نخيل التمر في سلطنة عمان أكثر من 9 ملايين نخلة تنتشر على مساحة تقدر بـ62 ألف فدان وبإنتاجية تصل إلى 51 كيلوجرامًا للنخلة الواحدة، مقارنة بمتوسط عالمي يبلغ 40 كيلوجرامًا.
وبلغ إنتاج سلطنة عُمان من التمور بنهاية عام 2022 نحو 377 ألفا و66 طنا مقارنة بـ374 ألفا و332 طنا بنهاية 2021، وشكلت نسبة الاستهلاك 53% من الإنتاج، ونسبة 4% في التصنيع و4% للتصدير والباقي تمور قابلة للتصنيع وعلف للحيوانات.
وبحسب الإحصاءات الواردة في الكتاب الإحصائي السنوي الصادر عن المركز الوطني للإحصاء والمعلومات، فقد جاءت أعلى كمية من إنتاج التمور بمحافظة الداخلية بـ90 ألفا و200 طن، تلتها شمال الباطنة حيث بلغت الكمية 57 ألفا و923 طنا، ثم محافظة جنوب الباطنة بـ54 ألفا و715 طنا.
وبلغ إنتاج محافظة شمال الشرقية من التمور 52 ألفا و586 طنا، فيما بلغ الإنتاج في محافظة الظاهرة من التمور 46 ألفا و204 أطان، وبلغ الإنتاج بمحافظة جنوب الشرقية 30 ألفا و237 طنا، وبمحافظة البريمي 19 ألفا و257 طنا. وبلغ الإنتاج بمحافظة مسقط 12 ألفا و832 طنا، وبمحافظة ظفار 6 آلاف و584 طنا، وبمحافظة مسندم 6 آلاف و396 طنا، وبمحافظة الوسطى 132 طنا.
ويعد صنف الخلاص في المرتبة الأولى من حيث الأصناف خلال عام   2021 بنسبة 15%، ثم النغال بنسبة 12%، تلاه صنف الفرض بنسبة 9%، ثم أصناف خصاب والمبسلي وام السلا والخنيزي وشهل وبونارنجة والبرني.
ويقدر استهلاك الفرد العُماني ما مقداره 60 كيلو جراما أو أكثر بفضل مميزات التمور وفوائدها وميزة طول موسم الرطب الذي يبدأ مع نهاية شهر أبريل ويستمر في بعض المحافظات بسبب التنوع الجغرافي حتى النصف الأول من شهر نوفمبر تقريبا.
وأكد تقرير نشر مؤخرا لشركة "موردور انتلجنس الهندية" للأبحاث، أن سلطنة عُمان تصنف بين الدول العربية الأكثر استهلاكا للتمور سنويا على مستوى الفرد، مبينا أنه وبسبب الطلب المتزايد على التمور، فإنه من المتوقع نمو معدلات الاستهلاك بشكل ملحوظ حتى عام 2027.
ومن أبرز مشاريع التنمية المستدامة في سلطنة عمان شركة "نخيل عمان" التابعة للشركة العُمانية للاستثمار الغذائي القابضة، وهي الذراع الاستثماري المتخصص في مجال إنتاج وتسويق وتصنيع التمور.
ويمتلك المجمع التابع لـ"نخيل عمان" أكبر مخازن مبردة في السلطنة بقدرة استيعاب 30 ألف طن من التمور، أي ما يعادل 1200 حاوية بقياس 40 قدم.
ويتكون مجمع صناعة التمور من صالة الصناعات التحويلية لإنتاج الدبس والسكر السائل وبودرة التمر وعجينة التمر والمنتجات المشتقة الأخرى، وصالة فرز التمور وصالة غسيل التمور وصالة "التعبئة والتغليف" وهي آخر مرحلة في خط إنتاج التمور، بالإضافة إلى منصة استلام وتسليم التمور، وحاويات التعقيم، كما يحتوي المصنع على مختبر فحص العينات لتأكد من جودة وسلامة منتج التمر، ويستهدف المجمع الوصول إلى طاقة إنتاجية بحوالي 85 ألف طن من التمور ومشتقاتها في عام 2025م.

## مشروع المليون نخلة
في عام 2009 وفي اجتماع حضره السلطان قابوس في ولاية عبري تم الإعلان عن مشروع المليون نخلة والذي يهدف إلى زراعة مليون نخلة في مختلف أنحاء البلاد من نوع الفرض المشهور في الخليج بفوائده الصحية وبقلة السكر فيه ونخلة الخلاص المتنوعة الأصناف والفائقة الجودة. والهدف من المشروع هو زيادة الأمن الغذائي في السلطنة ورفع كفاءة الإنتاج وتحسين المردود الاقتصادي.

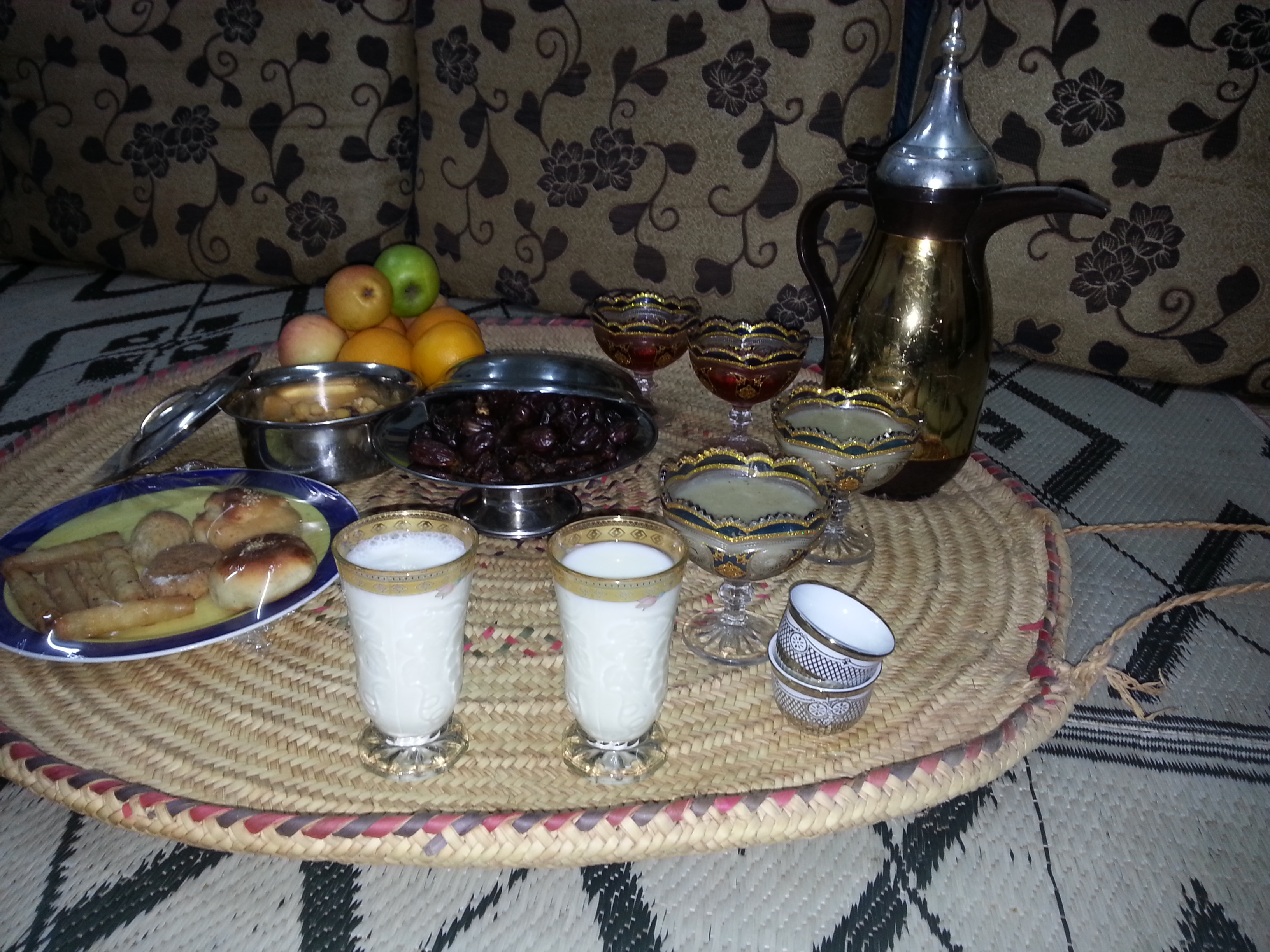
التمور وجبة رئيسية

## فوائد النخيل في عمان
يستفيد الشعب العماني من النخلة منذ القدم بكل جزء فيها تقريبا، حيث يصنع بها منزله سابقا ويزين بها منزله حاليا ويصنع ما يسمى محليا بالدعن وهو بساط مصنوع من سعف النخيل ويستخدم غالبا في بناء مظلات المواشي وبناء البيوت التقليدية في المنتجعات والأماكن السياحية.
ويستخدم الشعب العماني كذلك سعف النخيل في صنع المشبة الهوائية التي تلطف الجو وسفرة الطعام، ويستخدم ليف النخيل في صنع الحبال ويستتخرج من التمور ما يسمى في الخليج بالدبس ويعرف علميا بعسل التمر. أما باقي الأجزاء فتستخدم كوقود أو مساعد للاشتعال في إعداد وجبات الأعراس وغيره.

## حضور النخلة في المشهد الثقافي العماني
صدر مؤخرا كتاب بعنوان ( النخلة في الموروث الثقافي العماني )تحت إشراف وزراة الثقافة والرياضة والشباب ، ففي هذا الاصدار تحدث الباحثان عن حضور النخلة في الأدب العُماني والفنون الشعبية العُمانية، كما تتبعوا الأمثال الشعبية العُمانية التي ارتبطت بالنخيل والتمور، والأهازيج التراثية الشعبية المرتبطة بالنخيل، والألعاب الشعبية العُمانية وموقع النخلة فيها، وموقع النخلة في القصص والحكايات الشعبية والأساطير العُمانية.
ونجد الباحثان يرصدان تحليلا لجميع المصطلحات والمفردات التي يزخر بها الموروث الشعبي العُماني حول النخيل والتمور ليتمكن الجيل الحالي من معرفتها والإلمام بها، والطقوس والأنشطة المصاحبة لها، والعادات والتقاليد والمأكولات العُمانية المرتبطة بموسم زراعة وحصاد وجني التمور.
كما استعرض الكتاب الحرف والصناعات التقليدية المرتبطة بالنخيل والتمور، والوصفات الشعبية لعلاج بعض الأمراض اعتمادا على النخلة ومكوناتها، والتداوي بالتمور وبعناصر النخلة من العادات القديمة التي تعلمها العمانيون.

## اقرأ أيضا
- سلطنة عمان.
- النخيل.
- معالم من سلطنة عمان.
- زراعة
- قابوس بن سعيد

## وصلات خارجية
- وزراة الزراعة والثروة السمكية
- مشروع المليون نخلة